# Barrettali
Barrettali (korsisch Barettali) ist eine französische Gemeinde auf der Halbinsel Cap Corse der Insel Korsika. Sie gehört  zur Region Korsika, zum Département Haute-Corse, zum Arrondissement Bastia und zum Kanton Cap Corse. Die Bewohner nennen sich Barrettalais.

## Geografie
Barrettali grenzt im Westen an das Ligurische Meer. Die Siedlung besteht aus den Dörfern Chiesa, Torra, Brachelle, Mascaracce, Casanova, Stazzona, Poggio, Olmi, Pietricaggiu und Minerviu und liegt durchschnittlich auf 300 Metern über dem Meeresspiegel. Die Nachbargemeinden sind Pino im Norden, Canari im Süden, Pietracorbara im Westen und Südwesten sowie Luri im Westen und Nordwesten.

## Bevölkerungsentwicklung

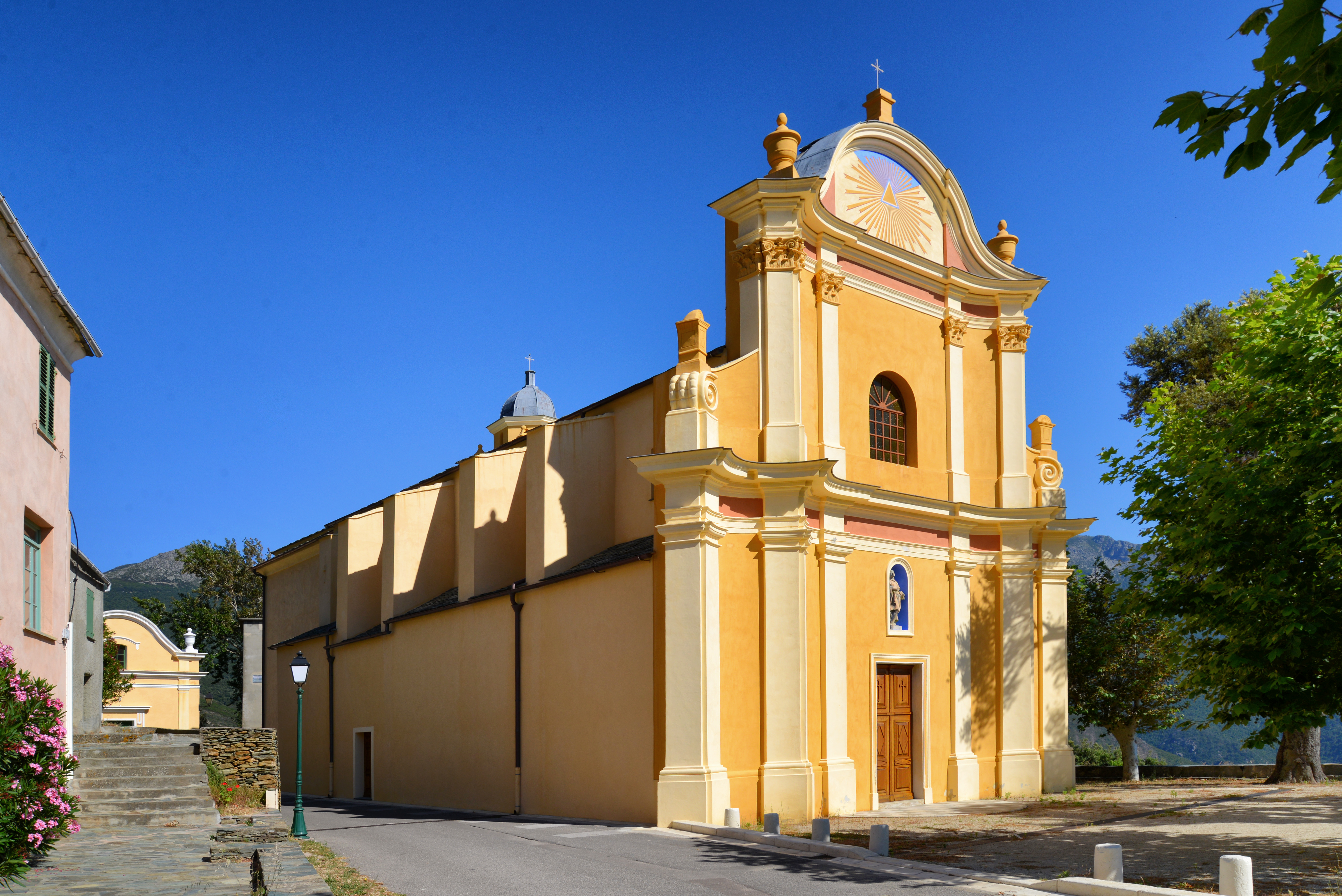
Kirche San Pantaleone

| Jahr      | 1962 | 1968 | 1975 | 1982 | 1990 | 1999 | 2008 | 2014 |
| --------- | ---- | ---- | ---- | ---- | ---- | ---- | ---- | ---- |
| Einwohner | 234  | 232  | 186  | 145  | 138  | 131  | 159  | 131  |